# Индейские войны
Индейские войны — серия вооружённых конфликтов коренного населения Северной Америки против европейских колонистов, а затем Соединённых Штатов Америки и Канады.
Войны, начавшиеся с колониальных времён, продолжались до бойни на ручье Вундед-Ни и «закрытия» американского Фронтира в 1890 году. Их результатом стало покорение североамериканских индейцев и их ассимиляция либо насильственное переселение в индейские резервации. По подсчётам Бюро переписи населения США, между 1775 и 1890 годами произошло более 40 войн, которые унесли жизни 45 000 индейцев и 19 000 белых. Эти приблизительные цифры включают женщин и детей с обеих сторон, поскольку часто в ходе этих войн происходило истребление гражданского населения.
Индейские войны состояли из серий малых войн, поскольку североамериканские индейцы, в отличие от белых поселенцев, никогда не были одним целым. Локальные конфликты происходили с участием отдельных племён, небольших групп племён или же меньших индейских формирований. Иногда создавались достаточно крупные альянсы племён, такие как Конфедерация ирокезов, или племенные союзы под предводительством влиятельного вождя, например, Текумсе, Джозефа Бранта, Неистового Коня и Сидящего Быка.

## Влияние на демографию индейского населения
По результатам переписи населения в 2010 году 2 932 248 жителей США определили себя, как коренные американцы (а также коренные жители Аляски), что составляет 0,9 % от общего населения США. До сегодняшних дней историки и учёные так и не пришли к однозначному выводу, сколько миллионов индейцев пали жертвами экспансии европейских колонизаторов и какова была популяция населения Америки до обнаружения её европейцами. Обширные исследования продолжают проводиться. По примерным подсчётам население северной Америки составляло от 2,1 до 18 миллионов человек.
На размытость подсчётов также влияет множество иных факторов, таких, как эпидемии, занесённые с востока, межплеменные войны, ассимиляция, миграция в Канаду или Мексику, снижение рождаемости и прочие факторы. Ко второй половине XIX века популяция коренных жителей достигла своей критической точки и составляла полмиллиона человек. Многие учёные сошлись во мнении, что наибольшую роль играла смертность от инфекционных болезней, занесенных европейцами, от которых у индейцев не было иммунитета, так как они прежде никогда не сталкивались с подобными заболеваниями. По примерным оценкам во время эпидемии оспы, бушующей среди коренных американцев, смертность достигала 80-98 %.
По данным 1894 года бюро переписи населения США, за последние 102 года жертвами индейских войн пали 8 500 индейских воинов и 5 000 белых солдат. При этом среди гражданских (включая стариков, женщин и детей) количество жертв было гораздо выше и достигало 19 000 человек среди белого населения и 30 000 среди индейского населения. Реальные же числа могут быть как минимум в 2 раза выше, особенно на фоне того, что перепись стремилась преуменьшить количество жертв среди индейского населения.

## Ранний период колонизации
Фактически с самого начала истории колонизации индейцы крайне агрессивно реагировали на вторжения в свои земли «белых пришельцев», при этом само белое население тогда было малочисленным и представляло собой ряд изолированных поселений-крепостей, индейцы же часто сами инициировали нападения с целью изгнать чужаков из своих земель. А белые нападали на индейцев, чтобы обезопасить себя от постоянных набегов, одновременно захватывая новые земельные территории, расширяя жизненное пространство. Так это спровоцировало множество конфликтов, наиболее известные из которых Джеймстаунская резня (1622), Пекотская война (1637), Бобровые войны (1640—1701), Англо-Похатанские Войны, (1610—1614, 1622—1632, 1644—1646), Война Короля Филипа (1675—1676), а XVIII век ознаменовался Тускарорской войной (1711—1715), Ямасийской войной (1715—1717), Войной с французами и индейцами (1754—1763), Восстанием Понтиака (1763—1766) и множеством других локальных сражений и конфликтов.
Зачастую индейские войны были следствием альянсов между враждебными колониальными нациями, например англичанами и французами. Например, такие конфликты, как Война Даммера, Война королевы Анны, Война короля Георга, Война с французами и индейцами представляли собой конфликты между разными колониальными нациями (англичане, французы и испанцы) с участием индейских племён.
Аналогичным образом во время Американской революции индейские племена могли поддерживать разные стороны конфликтов, например племя чероки в конфликте поддерживало Британскую империю, совершая набеги на сепаратистов, за что после революции стали жертвами массовых преследований нового американского государства. Одновременно вклад других индейских племён в образование США, а именно онейда, тускарора и ирокезов, стремились преуменьшить или вовсе игнорировали.

## Восточный Миссисипи
После американской революции, в 1783—1812 годах, британские торговцы и правительственные агенты поставляли оружие для индейцев, живущих в Соединённых Штатах, в надежде, что, если вспыхнет очередная война, индейцы боролись бы с неприятелем. Ещё Британская империя собиралась образовать «индейскую автономию», где сегодня располагаются штаты Огайо и Висконсин, чтобы запретить там европейскую экспансию, однако из-за революции, данный план так и не был осуществлён и под предводительством генерала Уильяма Генри начались преследования племён, бывших на стороне британской армии и их завоевание. Это привело к потоку индейских беженцев, часть из которых устремилась на север, в Канаду, а другая часть — на юг, в Мексику. В первой половине XIX века белое население продолжало стремительно расти и расширять жизненное пространство, индейские племена, в стремлении сохранить свои территории стремились сдерживать экспансию путём набегов на колонистов, что привело к возрастающему количеству жалоб в федеральное правительство. Так был учреждён новый «закон о переселении индейцев 1830 года», предлагающий индейцам либо ассимилироваться, чтобы как и колонисты вести сельское хозяйство, или же переместиться в так называемые резервации в обмен на продажу собственной земли. Некоторые племена, такие как семинолы, не желали подчиняться законам, отчаянно оказывая сопротивление американским войскам, в конце концов племена либо загонялись в малопригодные земли, или проигрывали, перемещаясь в резервации. Наибольшую огласку получила этническая чистка и насильственное переселение индейцев из пяти цивилизованных племён, ставшая известной, как «дорога слёз».

## Западный Миссисипи
XIX век в истории западного Миссисипи также известен своими многочисленными конфликтами с индейскими племенами в штатах Техас, Нью-Мексико, Юта, Орегон, Калифорния и Вашингтон конфликты продолжались до 1860-х годов, различные статистические данные за 1850-90 годы в общем указывают, что жертвами индейских войн пали 21 586, из которых военнослужащие и гражданские лица составляли 6 596 (31 %) и 14 990 (69 %) индейцев, однако расчёты велись прежде всего погибших солдат и оценки среди погибших индейцев лишь примерные и могли быть занижены, помимо этого данные об оценке погибших солдат тоже нельзя считать полными.
Больше всего вооружённых конфликтов с коренными американцами произошло ближе к границам Мексики, чем во внутренних штатах. Только в Аризоне было зафиксировано 310 сражений между американцами и местными жителями. Данный штат также занимает лидирующее место по количествам жертв, которые по меньшей мере составляют 4340 солдат и гражданских и в 2 раза больше индейцев, преимущественно Апаче и Михно. Примерно половина индейских войн пришлась на штаты Аризона, Техас и Нью-Мексико.

### Предпосылки
Регион, который в будущем станет западом США и где обитало множество индейских племён, стал осваиваться и колонизаторами, которые сначала мирно уживались с индейцами, благодаря невысокой плотности населения, что позволяло и индейцам и колонизаторам не делить жизненное пространство. В частности, контакты с индейцами ограничивались торговлей пушнины через тропу Санта-Фе и Орегонский путь. Миру с индейцами также способствовал мирный договор поселения Форта Бент с Шайеннами и Арапахо, позволяющий передвигаться колонистам по своим торговым путям через территории индейцев. Однако ситуация в корне изменилась с началом обнаружение крупных залежей золота в великих равнинах, что привело к золотой лихорадке в 1859 году, однако для добычи золота необходимо было выгнать оттуда занимающие земли индейские племена, также ситуацию стал усугублять Гомстед-акт — федеральный закон США, разрешивший передачу в собственность гражданам США незанятых земель на западе США и активное строительство трансконтинентальной железной дороги, после гражданской войны американцы стали претендовать на владения землями и ресурсы великих равнин и Скалистых гор на Западе США. Дополнительные факторы включают обнаружение золота в Блэк-Хилс, ставшей причиной новой золотой лихорадки в 1875—1878 годах и открытие бозманского тракта, ведшего прямо через территории индейских племён, что в результате вылилось в войну Красного облака (1866—1868) и войну за Чёрные Холмы.
Как и на востоке, массовое переселение белого населенияː шахтёров, фермеров и прочих переселенцев, требующих новые обширные жизненные пространства привело к увеличению конфликтов с коренным населением Запада. Многие племена, от Ютов, населяющих земли большого бассейна до Не-персе из Айдахо время от времени сталкивались в вооружённых конфликтах с американцами. Одновременно индейцы подвергались и набегу других индейских племён, например Сиу, которые мастерски освоили катание на лошади, что позволило им совершать экспансию на запад, вытесняя другие племена и Апаче, совершающие периодически кровавые набеги на соседей и занимаясь рейдерством.
Во время американской Гражданской войны, армейские подразделения США были выведены, чтобы вести войну на востоке. Их обязанности выполняли добровольческие отряды из Калифорнии и Орегона, местные ополченцы, а также индейские племена, таким образом способствовав провалу попытки южан захватить новые территории Мексики.
После 1895 года американское правительство взяло курс на прекращение индейских войн, ставя коренным народам ультиматум, что либо они ассимилируются в американское общество или же должны мирно жить в резервациях, также племенам запрещалось совершать набеги друг на друга, а любые попытки неповиновения подавлялись карательными акциями.